# Oxyroplata bellicosa
Oxyroplata bellicosa es una especie de insecto coleóptero de la familia Chrysomelidae.
Fue descrita científicamente en 1885 por Baly.